# Загидуллин, Сергей Ильгизович
Сергей Ильгизович Загидуллин (род. 16 мая 1965, Каракемер, Алма-Атинская область) — российский политик, депутат Государственной думы 3-го созыва, майор МВД.

## Биография
Служил в спецподразделениях МВД, направлялся в «горячие точки»: Сумгаит, Нагорный Карабах, Фергана, Южная и Северная Осетия, Чечня; командовал отрядом специального назначения «Гром»; имеет звание майора.

### Депутат Государственной думы
19 декабря 1999 избрался в Государственную Думу третьего созыва по территориальному Кировскому избирательному округу № 189.
7 декабря 2003 года принял участие в выборах губернатора Ярославской области (занял второе место) и выборах в Государственную Думу четвёртого созыва (занял третье место).
Заместитель председателя Комитета Государственной Думы по Регламенту и организации работы Государственной Думы.
С 2009 — Главный федеральный инспектор Московской области аппарата полномочного представителя Президента Российской Федерации в Центральном федеральном округе.